# Polynesien-Cup 1998
Der Polynesien-Cup 1998 war die zweite reguläre Ausspielung des Turniers für die Fußballnationalmannschaften Polynesiens und fand im September 1998 in Rarotonga auf den Cookinseln statt. Er diente gleichzeitig als Qualifikation Polynesiens für die Fußball-Ozeanienmeisterschaft 1998. Gespielt wurde in einer einfachen Ligarunde Jeder gegen Jeden.
Tahiti und die Cookinseln qualifizierten sich als Bestplatzierte des Polynesien-Cups für die Fußball-Ozeanienmeisterschaft 1998.
| Pl. | Land          | Sp. | S | U | N | Tore    | Diff. | Punkte |
| --- | ------------- | --- | - | - | - | ------- | ----- | ------ |
| 1.  | Tahiti        | 4   | 4 | 0 | 0 | 027:100 | +26   | 12     |
| 2.  | Cookinseln    | 4   | 2 | 1 | 1 | 008:110 | −3    | 07     |
| 3.  | Samoa         | 4   | 2 | 0 | 2 | 008:700 | +1    | 06     |
| 4.  | Tonga         | 4   | 1 | 1 | 2 | 005:900 | −4    | 04     |
| 5.  | Amerik.-Samoa | 4   | 0 | 0 | 4 | 003:230 | −20   | 0      |

|              |   |                    |      |
| 2. September |   |                    |      |
| Cookinseln   | – | Samoa              | 2:1  |
| Tonga        | – | Amerikanisch-Samoa | 3:0  |
| 3. September |   |                    |      |
| Tahiti       | – | Tonga              | 5:0  |
| Cookinseln   | – | Amerikanisch-Samoa | 4:3  |
| 5. September |   |                    |      |
| Tahiti       | – | Samoa              | 5:1  |
| Cookinseln   | – | Tonga              | 2:2  |
| 7. September |   |                    |      |
| Samoa        | – | Tonga              | 2:0  |
| Tahiti       | – | Amerikanisch-Samoa | 12:0 |
| 8. September |   |                    |      |
| Samoa        | – | Amerikanisch-Samoa | 4:0  |
| Cookinseln   | – | Tahiti             | 0:5  |